# Arrivederci per lei
Arrivederci per lei è il terzo singolo promozionale estratto da Tozzi Masini, album nato dalla collaborazione artistica tra Umberto Tozzi e Marco Masini.

## Tracce
1. Arrivederci per lei - (4:03)